# Kaplica ariańska w Cielętnikach
Kapliczka ariańska w Cielętnikach, również Kaplica Kawalerii i Jazdy Polskiej – zabytkowy obiekt zlokalizowany w powiecie częstochowskim, gminie Dąbrowa Zielona w Polsce, w miejscowości Cielętniki . Początkowo pełniła funkcję zboru arian, choć po czasie została przemianowana w lamus dworski. Obecnie kaplica powróciła do swojego pierwotnego przeznaczenia, stając się ponownie miejscem kultu o charakterze chrześcijańskim .
Fundatorami obiektu była rodzina Majów herbu Starykoń, ówcześni właściciele Cielętnik i sympatycy arianizmu .

## Historia
Kaplica została wzniesiona w XVI wieku, jest budynkiem dawnego zboru, będącego miejscem kultu religijnego arian, wyznawców religijnej wspólnoty ukształtowanej w XVI wieku z kalwinizmu. Arianie wyróżniali się tym, że nie uznawali dogmatu Trójcy Świętej, co stało się charakterystycznym założeniem ich wyznania. W Polsce arianie byli także znani jako bracia polscy  . Obiekt jest jednym z nielicznych ocalałych świadectw dawnej świetności arian w Polsce .
Kaplicę ufundowała rodzina Majów herbu Starykoń, a właściwie bliżej nieokreśleni bracia z rodziny Majów, będący właścicielami Cielętnik i protektorami arian na terenach lokalizacji kapliczki  .
W 1967 roku kapliczka została wpisana do rejestru zabytków, jako część zespołu dworsko-parkowego w Cielętnikach. Zespół obejmuje późnobarokowy, cielętnicki dwór z 1725 r. (nr rej. 457 z 17.01.1950 oraz 218 z 27.12.1967) wraz z kapliczką (nr rej. 724 z 27.12.1967) oraz parkiem z I połowy XVIII wieku (nr rej. A/139/07 z 15.03.2007) . Narodowy Instytut Dziedzictwa wskazuje, że kapliczka pochodzi z XVIII wieku , może być to błąd z uwagi na fakt, że inne źródła podają wcześniejszą datę powstania obiektu   .
W rocznicę 100-lecia odzyskania przez Polskę niepodległości w 2018 roku, została w niej odprawiona uroczysta msza św. pod przewodnictwem ks. dr Andrzeja Dmochowskiego. Kaplica wróciła do roli miejsca kultu. Aktualnie jest to jedyna w Polsce Kaplica Kawalerii i Jazdy Polskiej p.w. Matki Boskiej Hetmanki Żołnierza Polskiego .
Według źródeł z 2021 roku, właścicielem kapliczki jak i całego zespołu dworsko-parkowego był lekarz, Marcin Grduszak, który był odpowiedzialny za odnowienie kompleksu .

## Architektura
Kaplica w Cielętnikach jest wykonana w stylu barokowym. Nad jej wejściem znajduje się herb Starykoń, należący do rodziny Majów .